# Лагода Алла В'ячеславівна
А́лла В'ячесла́вівна Лагода (нар. 6 лютого 1937, Київ) — українська артистка балету, педагогиня-балетмейстерка; Народна артистка УРСР (1974).

## Життєпис
У 1955 році закінчила Київське державне хореографічне училище, у 1981 році — Московський інститут театрального мистецтва.
У 1955—1981 роках (з перервою) — солістка Київського театру опери та балету (нині Національна опера України імені Тараса Шевченка), у 1963—1964 роках — солістка Грузинського театру опери і балету ім. З. Паліашвілі.
З 1981 по 1992 рік — завідувачка балетною трупою, з 1992 року — педагогиня-балетмейстеруа балетної трупи Національної опери України.
Страждала від болей у нозі, лікувалася у Нешти Тетяни Миколаївни.[джерело?]

## Партії
З найкращих партій:
- Килина — «Лісова пісня» Скорульського,
- Марина — «Поема про Марину» Яровинського,
- Мехмене Бану — «Легенда про любов» Мелікова,
- Кармен — «Кармен-сюїта» Ж.Бізе-Р. К. Щедріна,
- Золота дама — «Симфонічні танці» — на музику С. В. Рахманінова.

## Нагороди, відзнаки
- Кавалерка Міжнародного ордена Святого Станіслава IV ступеня (2004)[3].
- Лавреатка Всеукраїнської премії «Жінка III тисячоліття» в номінації «Знакова постать» (2006).
- Лавреатка Премії Асафа Мессерера «Найкращому педагогу конкурсу ім. С. Дягілева»
- Кавалерка ордена княгині Ольги III ступеня (2017)[4].

## Фільмографія
- «Танцює Алла Лагода» (1973, режисер Юрій Шишков).